# Innocenty Irkucki
Innocenty Irkucki, nazwisko świeckie Kulczycki (ur. 1680 w guberni czernihowskiej, zm. 16 listopada?/27 listopada 1731 pod Irkuckiem) – rosyjski prawosławny biskup irkucki i nerczyński, jeden z Soboru Świętych Syberyjskich, misjonarz i święty prawosławny.

## Życiorys
Pochodził ze szlacheckiej rodziny ukraińskiej. Ukończył Kijowską Akademię Duchowną, w latach 1714–1718 wykładał w moskiewskiej Akademii Słowiańsko-Grecko-Łacińskiej, której został prefektem. W 1719 przeniósł się do Sankt-Petersburga, gdzie złożył śluby zakonne w ławrze św. Aleksandra Newskiego. Został skierowany do pracy duszpasterskiej na statku „Samson”.
5 marca 1721 został biskupem perejasławskim, miał również zostać kierownikiem misji prawosławnej w Chinach, do czego ostatecznie nie doszło. Przez kolejne trzy lata żył w Ławrze Troicko-Siergijewskiej. W styczniu 1727 decyzją Świętego Synodu został skierowany do pracy w nowo powołanej samodzielnej eparchii irkuckiej. Prowadził pracę misyjną wśród rdzennych ludów Syberii.
Zmarł w monasterze Wniebowstąpienia Pańskiego pod Irkuckiem.